# Grodzisk (powiat hajnowski)
Grodzisk – (biał. Гродзіск, Hrodzisk) wieś w Polsce położona w województwie podlaskim, w powiecie hajnowskim, w gminie Narewka.
W latach 1975–1998 miejscowość należała administracyjnie do województwa białostockiego.
4 sierpnia 1944 wieś została spacyfikowana przez Niemców. Mieszkańcy zostali wysiedleni a zabudowania spalone. 15 osób wywieziono na roboty przymusowe. 
Prawosławni mieszkańcy wsi należą do parafii św. Mikołaja w Narewce, a wierni kościoła rzymskokatolickiego należą do parafii św. Jana Chrzciciela w Narewce.